# Костермано
Костерма̀но (на италиански: Costermano; на венециански: Costerman, Костерман) е малко градче и община в Северна Италия, провинция Верона, регион Венето. Разположено е на 237 m надморска височина. Населението на общината е 3738 души (към 2015 г.).